# Adam Ounas
Adam Ounas (arabisch آدم أوناس, DMG Ādam Ūnās; * 11. November 1996 in Chambray-lès-Tours) ist ein algerisch-französischer Fußballspieler.

## Karriere

### Verein

#### Jugend
Adam wurde in jungen Jahren von seinem Vater, Hadji Ounas, einem ehemaligen Torhüter, zum Fußball spielen gebracht. Er stammt aus Mostaganem im Westen Algeriens.
Mit fünf Jahren spielte er fast zehn Jahre lang für den FC Tours, bevor er in die U14 der LB Châteauroux wechselte.
Ein Jahr später verbrachte er ein Jahr im Football Club de l’Ouest. In dieser Zeit wurde er von Arnaud Vaillant, Rekrutierer für die Girondins de Bordeaux und später Yannick Stopyra bei einem Gala-Spiel entdeckt und unterschrieb bei Girondins Bordeaux.

#### Girondins Bordeaux
Am 11. April 2013 verpflichtete er sich für ein Jahr als Probespieler bei Girondins. Am 26. April 2014 unterzeichnete er seinen ersten zweijährigen Profivertrag. Seine erste Saison im Ausbildungszentrum  des Girondins ist trotz eines frühen Ausscheidens im Coupe Gambardella gegen den HSC Montpellier gut für ihn verlaufen.
Ounas debütierte für die Profis in der Saison 2015/16 am 4. Oktober 2015. Er wurde in der 72. Minute eingewechselt und erzielte direkt sein erstes Tor in der Ligue 1 bei der 2:3-Niederlage gegen den FC Lorient. Sein beachtender Einstieg versichert ihm einen Platz als Startspieler für das nächste Spiel gegen den HSC Montpellier, bei dem er in der 59. Minute ausgewechselt wurde. Danach wurde er wieder auf die Ersatzbank verordert und wurde in der 77. Minute bei der 0:1-Niederlage gegen den FC Sion in der Europa League am 22. Oktober 2015 eingewechselt. Beim nächsten Meisterschaftsspiel wurde er erneut eingewechselt und erzielte nach nur 11 Minuten im Matmut-Stadion das Siegtor. Am 10. Dezember 2015 unterschrieb er seinen ersten Profivertrag als „Anerkennung für sein Talent und sein tägliches Engagement“. Als Hommage an Pauleta entschied er sich, die Nummer 22 zu tragen.
Am 16. Dezember 2015 fand eine Partie im Ligapokal gegen die AS Monaco statt (3:0) und Ounas fand einen guten Start in den Profibereich. In dem Spiel bewies er seine Technik am Ball und erzielte das Tor zum 1:0.
Als Neuentdeckung im Verein war er in seiner ersten Ligue-1-Saison absolut gesetzt. Seine Leistungen brachten ihm angeblich Interesse von Manchester United ein. Am Ende der Saison stand Ounas mit 6 Toren in insgesamt 30 Spielen da.
Am 4. August 2016 beschloss Ounas, trotz Interesse vieler europäischer Top-Klubs, bei Girondins de Bordeaux zu bleiben. Er verlängerte seinen Vertrag um zwei weitere Jahre, bis Juni 2021.
In der Spielzeit 2016/17 kam er erneut wettbewerbsübergreifend zu 30 Spielen, traf dieses Mal allerdings viermal.

#### SSC Neapel
Am 3. Juli 2017 unterzeichnete Adam Ounas bei der SSC Neapel für 10 Millionen Euro. Am 17. September debütierte er für seinen neuen Arbeitgeber und ersetzte José Callejón in der 66. Spielminute beim Heimspiel gegen Benevento Calcio (6:0). Im ersten halben Jahr bei Napoli bestreitet er nur 87 Minuten Spielzeit in der Serie A und wird nur einmal im Achtelfinale des italienischen Pokals gegen Udinese Calcio eingesetzt (1:0). Trotz seiner Unzulänglichkeiten glaubte sein Trainer Maurizio Sarri, dass „dieser schwierige Teil, Teil des Weges ist, den ein 20-jähriger französischer Meister, der die Serie A entdeckt, gehen sollte“.
Er beginnt das Jahr 2018 mit einem erneuten Startelfeinsatz am 2. Januar 2018 in der Coppa Italia, aber sein Verein wird von Atalanta Bergamo aus dem Pokal geworfen. Er erlebte das erste K.o.-Spiel seiner Karriere in der Europa League gegen RB Leipzig, wo er bei der 1:3-Niederlage sein erstes internationales Tor erzielen konnte. In der kompletten Rückrunde der Liga stand Ounas insgesamt nur zwei Minuten auf dem Platz.
Anfang Juli 2018 wird von Seiten der AS Saint-Étienne angefragt, Jonathan Bamba zu ersetzen, der zum OSC Lille gegangen war, wo eine Vereinbarung über ein Jahr Leihe ohne Kaufoption ausgemacht worden wäre. Trotz der Konkurrenz von José Callejon und Simone Verdi überredete ihn sein neuer Trainer Carlo Ancelotti, in Italien zu bleiben. In der Hinrunde nahm er diesmal an acht Meisterschaftsspielen teil, wobei er in vier davon von Beginn an spielte. Er erzielte am 7. Oktober 2018 sein erstes Tor in der Serie A bei einem 2:0-Sieg über die US Sassuolo bereits in der dritten Minute.
In der Rückrunde nahm er an zehn Begegnungen teil, begann aber nur zwei davon. Europäisch kam er, in der Europa League, mit seinem Verein bis ins Viertelfinale, wo man schließlich gegen den FC Arsenal ausschied. Ounas spielte dort in vier von sechs möglichen Partien, schoss ein Tor und bereitete eines vor.

#### Leihen an Nizza, Cagliari und Crotone
Am 30. August 2019 wurde er an den OGC Nizza ausgeliehen. Der Vertrag enthieht eine Ablösesumme von 2,2 Millionen Euro und eine Kaufoption über 25 Millionen Euro, sowohl einer Weiterverkaufsgebühr von 30 %.
Er bestritt seine ersten Spielminuten in seinen neuen Farben am 1. September 2019, am vierten Spieltag der Ligue 1, anlässlich eines Auswärtsspiels bei Stade Rennes (2:1) und ersetzte Arnaud Lusamba in der 75. Minute. Am 21. Februar 2020 (26. Spieltag) schoss er gegen Stde Brest sein erstes Tor im neuen Verein und legte bei dem 2:2-Unentschieden zudem ein Tor auf. Insgesamt spielte er für Nizza in jener Saison 19 Mal, schoss vier Tore und gab vier Vorlagen.
Für die Hinrunde der darauf folgenden Saison 2020/21 wurde er an den Ligakonkurrenten Cagliari Calcio verliehen. Bei einer 2:3-Niederlage am vierten Spieltag der Saison wurde er gegen den FC Turin spät eingewechselt und gab somit sein Mannschaftsdebüt. Bis zur Winterpausen kam er für seinen zweiten Leihklub zu lediglich sieben Ligaeinsätzen.
Daraufhin wurde er für die Rückrunde der Spielzeit an den ebenfalls erstklassig spielenden FC Crotone verliehen. Dort wiederum debütierte er am 7. Februar 2021 (21. Spieltag) bei einer 0:4-Niederlage gegen die AC Mailand in der Startelf. Im Spiel darauf schoss er sein erstes Tor im neuen Trikot, als er bei der 1:2-Niederlage gegen die US Sassuolo traf. Trotz seiner 15 Einsätze und vier Tore, stieg sein bereits dritter Leihverein am Ende der Spielzeit in die Serie B ab.

#### OSC Lille
Nach Ablauf der dritten Leihe kehrte der Spieler für eine Saison nach Neapel zurück, bevor er im September 2022 zum OSC Lille wechselte. Dort wurde sein im Sommer 2024 auslaufender Vertrag nicht verlängert.

### Nationalmannschaft
Am 8. Oktober 2016 gab Ounas bekannt, fortan für die algerische Nationalmannschaft auflaufen zu wollen und assistierte am Folgetag dem Qualifikationsspiel gegen Kamerun. Kurz darauf, am 11. Oktober, teilte der algerische Verband den offiziellen Wechsel der sportlichen  Nationalität von Ounas mit. Sein Verein Girondins Bordeaux gab daraufhin bekannt, dass Ounas im Kader für das kommende Länderspiel im November 2016 gegen Nigeria stehe. Sein Debüt absolvierte er im September 2017 gegen Sambia.
2019 wird er vom algerischen Nationaltrainer Djamel Belmadi für die Teilnahme am Afrika-Cup der Nationen in Ägypten ausgewählt. In diesem Wettbewerb spielte er drei Spiele. Er schoss einen Doppelpack und gab eine Vorlage gegen Tansania im letzten Spiel der Gruppenphase. Im Achtelfinale schoss er erneut ein Tor gegen Guinea. Algerien wurde Afrikameister, indem sie im Finale Senegal mit Adam Ounas auf der Bank besiegten.

## Erfolge
SSC Neapel
- Italienischer Meister: 2022/23